# Dani Shmulevich-Rom
Daniel ”Dani” Shmulevich-Rom (på hebraisk: דני שמילו רום) (født 29. november 1940, død 18. januar 2021
) var en israelsk fodboldspiller (angriber), der tilbragte hele sin aktive karriere, fra 1957 til 1973, hos Maccabi Haifa i den israelske liga.
Shmulevich-Rom spillede desuden for Israels landshold. Han var en del af den israelske trup til VM 1970 i Mexico, og spillede to af israelernes tre kampe i turneringen.